# WTTW
WTTW（チャンネル11）は、アメリカ・イリノイ州シカゴにあるPBS加盟のテレビ局。非営利の放送会社であるウィンドウ・トゥ・ザ・ワールド・コミュニケーションズ株式会社（Window to the World Communications, Inc.）が所有し、商業クラシック音楽ラジオ局のWFMT（98.7 FM）の姉妹局である。2つの放送局は、市内のノースパーク地区のノース・セント・ルイス・アベニュー5400番地（5400 North Saint Louis Avenue、ノースイースタン・イリノイ大学のメインキャンパスに隣接）にあるルネ・クラウン・パブリック・メディア・センター（Renée Crown Public Media Center）のスタジオを共有しており、送信施設は、シカゴ・ループのサウス・ワッカー・ドライブにあるウィリス・タワーの頂上にある。WTTWは、3つの放送局と並行して運営されるビデオ制作及び編集施設であるシカゴ・プロダクション・センター（The Chicago Production Center）も所有及び運営している。
インディアナ州ゲーリーのライセンスを受けているWYIN（チャンネル56）と並び、シカゴ市場にサービスを提供している2つのPBSメンバー局の1つである。WTTWは、ウィスコンシン州マディソンにあるPBSウィスコンシン旗艦局のWHA-TVと共に、ロックフォード市場には独自のPBS放送局がないため、デフォルトのPBSメンバー局として機能しており、両方の放送局は、その市場のローカルケーブルプロバイダーから入手できる。
2017年12月7日、ウィンドウ・トゥ・ザ・ワールド・コミュニケーションズは、WYCCとWTTWを1つの企業傘下に置く動きとして、シカゴのシティ・カレッジズ・オブ・シカゴから元仲間のPBSメンバー局のWYCCを買収しようとしていると発表した。売却は2018年3月13日に連邦通信委員会（FCC）によって承認され、同年4月20日に完了した。

## 歴史
1955年9月6日に、ナショナル・エデュケーショナル・テレビジョン（NET）のメンバー放送局として開局した。WTTWは、インランド・スチールの幹部であるエドワード・R・ライアソン（Edward R. Ryerson）が率いる、市民意識の高いシカゴ市民のグループによって設立された。チャンネル11は、リチャード・J・デーリー市長の就任任期の最初の年に誕生した。デーリー、ライアソン、ビジネスマンのアーヴィング・B・ハリスは、シカゴのバンカーズ・ビルディング（Banker's Building）にスタジオとオフィスを構えたWTTWの創設を担当した。また、シカゴのジャクソン・パークにある科学産業博物館にも「実用的な展示」施設があった。WTTWのコールレターが選ばれたのは、創設者が局をシカゴの「Window To The World（世界への窓）」にしたかったからである。送信所は、1953年7月にCBS直営局のWBBM-TVがそのチャンネルに移転した結果、廃局を余儀なくされたVHFチャンネル2でゼニス・ラジオ・コーポレーションによって運営されていた有料テレビ局のKS2XBSのスタッフと管理者によってWTTWに提供された。
ライアソンは若い通信弁護士であるニュートン・N・ミノウをWTTWの理事会に加わるよう説得し、ミノウは、ジョン・F・ケネディ大統領（当時）の管理下で、同理事会の議長とFCCのコミッショナーの両方を務めた。アーヴィング・B・ハリス（Irving B. Harris）、ヘンリー・W・「ブリック」・ミーアズ（Henry W. "Brick" Meers）、ジョン・W・マッカーター・ジュニア、マーティン・J・「マイク」・コルダイク（Martin J. "Mike" Koldyke）、サンドラ・P・ガスマン（Sandra P. Guthman）は、その後数十年間、公共放送局の理事長を務めてきた。シカゴのポーク・ブラザーズ一家のメンバーであるガスマンは、2003年10月からその役職を務めており、現在の取締役会の議長を務めている。
ミノウは、WTTWの議長としての在職中に行った唯一の本当に重要な決定は、ウィリアム・J・マッカーター・ジュニア（William J. McCarter Jr.）を社長兼最高経営責任者として採用したことであり、27年間その地位にあったと述べている。ワシントンD.C.で公共放送局のWETA-TVを運営していたマッカーターは、朝鮮戦争の英雄であり、ベテランのテレビのパイオニアであり、放送業界で『アメリカン・バンドスタンド』のカメラマンとしてキャリアをスタートさせ、その後、キャピトル・ヒルでの陸軍対マッカーシー公聴会の一部として活躍した。マッカーターは、現在テレビニュースの定番となっている政治ラウンドテーブルの概念を開発した。非営利テレビ界では、マッカーターは公共テレビの「建築家」と呼ばれている（友人は、マッカーターが会議から戻った後、『SoundStage』のエピソードを録音する予定だったボブ・ディランが部屋のソファで寝ているのをマッカーターが発見し、オフィスから追い出し、ひげを生やしたディランを起こし、オフィスから追い出した男として彼を知っている）。
1960年代、日中に教育番組を放映し、シカゴ・エリア・スクールズ・テレビジョン（Chicago Area Schools Television、CAST）の後援で制作された番組を放送した。大学の科目をカバーする「TVカレッジ（TV College）」の番組も平日に放映された。他の午後の番組には、地元で制作され、平日17:30に子供向けの物語を紹介する『The Storyteller（ザ・ストーリーテラー）』というタイトルのシリーズが含まれ、地元に拠点を置くマーシャル・フィールド&カンパニーデパートチェーンが後援した。1970年10月5日、公共放送サービス（PBS）のチャーターメンバー局になった。
1972年夏まで土曜日に番組を放送しなかったが、その日の14:00までの限られたスケジュールの番組を放送し始め、WTTWは1974年に予定されていた土曜日の番組を完全な放送日に拡張した。1970年代後半から1980年代前半にかけて、テレビオーディオ放送用のステレオサウンドの開発におけるテスト媒体として夜間に使用された。1984年8月7日、アメリカで最初のテレビ局となり、スケジュール全体をステレオサウンドで放送した。1981年、シカゴ教育テレビジョン協会（Chicago Educational Television Association）は、WTTWとWFMTの番組ガイドとして「シカゴ」誌を設立した。1986年にメトロポリタン・デトロイト・マガジン（Metropolitan Detroit Magazine）とアダムス・コミュニケーションズ（Adams Communications）の合弁事業に1,700万ドルで売却された。
1987年11月22日、WTTWの信号は、マックス・ヘッドルームのマスクを着用した見知らぬ人物によってハイジャックされた。このような信号遮断事件は、その夜シカゴ地区で2回目に発生し、最初の事件は、ハッカーがWTTW信号に侵入する2時間前に、独立局のWGN-TV（チャンネル9）の21:00のニュース放送中に発生した。当時、WGN-TVのアナログ送信所はジョン・ハンコック・センターの頂上にあり、エンジニアはスタジオから送信所への周波数を変更することで、ほぼ即座にビデオハッカーを阻止できたが、WTTWの送信所は、約2分後に中断が自発的に終了するまで、ハッカーを阻止することが困難だったシアーズ・タワー（現：ウィリス・タワー）の頂上にあった。
2010年6月4日、ウィンドウ・トゥ・ザ・ワールド・コミュニケーションズは、景気後退と、イリノイ州議会からの125万ドルの助成金の損失の影響で、WTTWとWFMTの従業員ベースの約12%を一時解雇し、収益の減少による300万ドルの運用コストを削減するために、2009年に導入された給与凍結をさらに1年間延長すると発表した。そのレイオフでWTTWを去った従業員の中には、ランディ・チャンドラー（Randy Chandler）、エイミー・クリステンソン（Amy Christenson）、アンディ・フォンタナ（Andy Fontana）、マーク・グリック（Marc Glick）、スーザン・ゴッドフリー（Susan Godfrey）、アンドレア・ガスマン（Andrea Guthmann）、カリ・ハーレー（Kari Hurley）、アンドレ・ジョーンズ（Andre Jones）、ショーニーズ・チーマー（Shaunese Teamer）、サラ・ワーナー（Sarah Warner）、トム・ウェルナー（Tom Wuellner）がいた。
2012年、コミュニケーション及び企業パートナーシップ担当上級副社長を務めていた16年間のベテラン、ジョアニー・ベイハック（Joanie Bayhack）の役職を解任した。2014年、WTTWに13年間勤務したベテランで、直近では戦略的パートナーシップと特別プロジェクトのディレクターを務めていたホリー・ギルソン（Holly Gilson）の地位を解任した。
2014年4月15日、ウィンドウ・トゥ・ザ・ワールド・コミュニケーションズは、1981年から同社の管財人を務めているルネ・クラウン（レスターの妻）の遺族による非公開の金額の寄付を受けて、WTTWとWFMT-FMの放送施設を「ルネ・クラウン・パブリック・メディア・センター（Renée Crown Public Media Center）」と改名した。

## 技術実績
WTTWは長い間、テレビ放送の多くの技術的側面、特に放送音声伝送のパイオニアだった。特にWTTWは、1970年代初頭にテレビで流行のポップミュージック中心の番組に参加した（そのうちのいくつかは、地元のFMラジオ局でも同時放送された）。『Made in Chicago（メイド・イン・シカゴ）』の制作を開始した際、WTTWはFM放送をモノラルオーディオからステレオに移行することを決定した。しかし、当時はテレビ制作用のステレオ録音機器が存在しなかった。このため、WTTWのエンジニアは、既存のアンペックス4重レコーダーを改造して、番組の映像部分と同期するステレオメディアを提供することにした。この革新により、スタッフは1973年に地元の技術エミー賞を受賞した。
このシステムをさらに改良すると、周波数応答とノイズリダクションの両方が改善され、最終的には、映像が電子的に編集されていたため、ステレオオーディオを編集できるようになった。ドルビー・ラボラトリーズのノイズリダクション技術（タイプC→タイプA）が導入され、スタッフはオーディオ仕様の改善に追われた。『Made in Chicago』を他の公共テレビ局に『サウンドステージ』という新しいタイトルでシンジケートし始め、1974年6月に同番組の最初の公式収録を行い、フォークシンガーのジム・クロウチが1973年9月の飛行機墜落事故で亡くなる前に撮影されたコンサートの映像を取り上げた。WTTWは、前身の方式で、WXRT（93.1 FM）とWBBM-FM（96.3）を参加放送局として、サイマル放送FMステレオで放送した。
1975年、WTTWの経営陣はテレソニックス（Telesonics）という新興企業から、モノ互換のステレオオーディオチャンネルを使用するテレビ放送用のオーディオシステムを開発するというアイデアを持ちかけられた。この頃、シアーズ・タワーが完成し、WTTWは送信所設備を新しい建物の上に移した最初の放送局の1つになり、建物の最上部を飾る今ではお馴染みのツインタワーがまだ完成していないため、一時的なアンテナから放送していた。

## 番組
WTTWでの番組編成は、視聴者の財政的支援と、公共放送社などの他の非営利組織によって部分的に資金提供されている。WTTWは、PBS、アメリカン・パブリック・テレビジョン、その他のソースによって配信された番組を放送し、いくつかの地元で制作された番組を放映している。また、アメリカン・パブリック・テレビジョンなどを介して、PBSとは独立していくつかの番組を公共テレビ局に配信している。さらに、全国の公共テレビ番組を定期的に制作または放送する数少ない公共テレビ局の1つである。その最も著名な番組には、政治討論番組『ザ・マクラフリン・グループ』と音楽番組『サウンドステージ』が含まれる。WTTWは、シカゴのスタジオから110以上の『Soundstage』エピソードを制作してきた。その最初のエピソードでは、シカゴのブルースのレジェンドであるマディ・ウォーターズが、ドクター・ジョン、ジュニア・ウェルズ、マイケル・ブルームフィールド、ココ・テイラー、ロロ・ラドフォード（Rollo Radford）、バディ・ガイ、ニック・グラヴェナイツ、バディ・マイルズ、そして彼の長年の協力者でピアニストのオーティス・スパンなどの若い弟子たちに囲まれていた。
WTTWは、1980年代に人気の料理シリーズ『フラガル・ガーメット』も制作した。公共テレビシンジケーションのためにWTTWによって制作されたその他の人気番組には、初期のアート映像番組『イメージユニオン（Image Union）』、『CEOエクスチェンジ』、地元で制作されたレストランのレビュー番組『Check, Please!』、料理番組『メキシコ:一度に一皿ずつ』、旅行番組『トラベル・ディテクティブ』、子供向け番組『Lamb Chop's Play-Along』、『Kidsongs』、『ワード・ワールド』、『ネイチャー・キャット』、不遜なマガジンシリーズ『ワイルド・シカゴ』などがある。
WTTWが制作した最も有名な番組は、テレビで放映された最初の映画レビュー番組『スニーク・プレビュー』だった。1975年に映画評論家のロジャー・イーバート（当時：「シカゴ・サンタイムズ」の評論家）とジーン・シスケル（当時：「シカゴ・トリビューン」）がホストとして始まり、シスケルとエバートがシンジケート（番組『アット・ザ・ムービーズ・ウィズ・ジーン・シスケル・アンド・ロジャー・イーバート』とその後の『シスケル&イーバート&ザ・ムービーズ』を開始）に移行した時にマイケル・メドヴェッド、ニール・ガブラー、ジェフリー・ライオンズがホストを務め、『スニーク・プレビュー』は1996年に終了された。2011年1月、エバートによって制作され、クリスティ・レミアとイグナティ・ヴィシュネヴェツキーがホストを務め、エバート自身が「Roger's Office（ロジャーのオフィス）」と呼ばれるコーナーのホストを務めた新しい映画レビュー番組『エバート・プレゼンツ:アット・ザ・ムービー』を制作した。番組は1シーズン続いたが、資金の制約とその後のエバートの死去により終了された。
ローカル番組の中で、フィル・ポンセがホストを務めるニュースマガジン及び分析番組『シカゴ・トゥナイト』も制作している。この番組は1984年に地元の放送ジャーナリスト、ジョン・キャロウェイとの30分間のパネルインタビュー番組として始まったが、その後、アートやレストランのレビューなどの様々な特集コーナーが追加されて1時間の番組に拡大された。シリーズ「シカゴ・マターズ（Chicago Matters）」は、シカゴ・コミュニティ・トラストが運営しており、テレビ、ラジオ、印刷物、対話を最高レベルの明瞭さで取り入れた、おそらくアメリカにおける傑出したローカルジャーナリズムのコラボレーションであると考えられている。
WTTWは、シカゴ交響楽団、シカゴ・リリック・オペラ、ラヴィニア・フェスティバルなど、何百もの重要な芸術番組を制作してきた。さらに、ジェフリー・ベアがホストを務めるドキュメンタリーを特集し、シカゴ地域の様々な地域の歴史と文化にスポットライトを当てている。これらの番組の人気により、多くの場合、WTTWへの多額の金銭的誓約がもたらされた。また、カイ・ハーディング株式会社（Kai Harding, Inc.）がプロデュースし、元ビッグ・アイディアディレクターのクリス・オルセン（Chris Olsen）が制作したアートに焦点を当てた番組『The Artsiders（ジ・アートサイダーズ）』もプロデュースしている。

## 技術情報

### サブチャンネル
デジタルチャンネルは多重化されている。
| チャンネル | 解像度 | アスペクト比 | ショートネーム | 番組編成           |
| ---------- | ------ | ------------ | -------------- | ------------------ |
| 11.1       | 720p   | 16:9         | WTTW-HD        | メインWTTW番組/PBS |
| 11.2       | 720p   | 16:9         | PRIME          | WTTWプライム       |
| 11.3       | 480i   | 16:9         | Create         | クリエイト         |
| 11.4       | 480i   | 16:9         | Kids           | PBS Kids           |
| 11.5       | 480i   | 16:9         | World          | ワールド           |
| 11.6       | 480i   | 16:9         | FNX            | FNX                |

2009年9月より前に高解像度コンテンツを送信していたが、その間にPBSが提供するHDコンテンツをネイティブの1080i形式からダウンコンバートしたWTTWは、2015年5月にメインチャンネルの解像度を1080iから720pにダウングレードした。

#### WTTW-DT2
2004年のデジタル信号の開局から2009年まで、WTTWは11.1でメインのデジタルチャンネルを「WTTW-デジタル（WTTW-Digital）」としてブランド化し、高解像度で利用可能な番組の完全なスケジュールを特徴とし、デジタルサブチャンネル11.2はアナログチャンネル11のメイン番組編成スケジュールを再放送した。2008年9月、デジタルチャンネル11.1はアナログ信号の番組編成のサイマル放送に変換され、11.2と同じ番組編成スケジュールを放送することになった。2009年3月30日、11.2は、特にメインチャンネルで子供向け番組が放送される6:00から18:00までの時間帯にPBSのプライムタイム番組とWTTWの地元で制作された番組を組み合わせたものである「WTTWプライム（WTTW Prime）」として別のスケジュールで刷新された。WTTWプライムは、いくつかのPBS番組を従来の時間枠で放送している（最も注目すべきは、金曜日夜に放送されるサービスの広報番組の一部と、毎日17:30に放送される『ナイトリー・ビジネス・リポート』である）。コムキャストデジタルチャンネル370でも利用できる。

### アナログからデジタルへの変換
WTTWは、アメリカのフルパワーテレビ局が連邦政府の指令の下でアナログ放送からデジタル放送に移行した公式の日付である2009年6月12日、VHFチャンネル11を介してアナログ信号を停止した。局のデジタル信号は、移行前のUHFチャンネル47で放送を続けた。PSIPを使用することで、デジタルテレビ受信機は局の仮想チャンネルを以前のVHFアナログチャンネル11として表示する。「WTTW」コールサインも、現在は廃止されているアナログチャンネル11からデジタルチャンネル47に正式に移行され、移行前の時代にデジタルチャンネル47を識別するために使用されていた「WTTW-DT」コールサインは正式に廃止された。